# Shilovita
La shilovita és un mineral de la classe dels carbonats. Rep el nom en honor d'Alexander Evgen'evich Shilov (6 de gener de 1930, Ivànovo-Voznessensk, URSS - 6 de juny de 2014, Txernogolovka, Rússia), químic, professor de l'Acadèmia de Ciències de Rússia i especialista en biomimètica i química del nitrogen.

## Característiques
La shilovita és un nitrat de fórmula química Cu(NH₃)₄(NO₃)₂. Va ser aprovada com a espècie vàlida per l'Associació Mineralògica Internacional l'any 2014. Cristal·litza en el sistema ortoròmbic. La seva duresa a l'escala de Mohs és 2. Químicament és semblant a altres nitrats de coure com la gerhardtita, la likasita i la rouaïta.
L'exemplar que va servir per a determinar l'espècie, el que es coneix com a material tipus, es troba conservat a les col·leccions del Museu Mineralògic Fersmann, de l'Acadèmia de Ciències de Rússia, a Moscou (Rússia), amb el número de registre: 4542/1.

## Formació i jaciments
Va ser descoberta a Pabellón de Pica, a la localitat de Chanabaya, dins la província d'Iquique (Regió de Tarapacá, Xile), on es troba en forma d'imperfectes cristalls, tabulars a equants, de fins a 0,15 mm de mida inclosos en halita massiva, associada també a thenardita, atacamita i ammineïta. Aquest indret és l'únic a tot el planeta on ha estat descrita aquesta espècie mineral.